# Hanhijärvi (sjö i Finland, Södra Savolax)
Hanhijärvi är en sjö i Finland. Den ligger i kommunen S:t Michel i landskapet Södra Savolax, i den södra delen av landet, 220 km nordost om huvudstaden Helsingfors. Hanhijärvi ligger 98 meter över havet. Den är 16,78 meter djup. Arean är 4,45 kvadratkilometer och strandlinjen är 57,36 kilometer lång. Sjön  ingår i Vuoksens huvudavrinningsområde.   I omgivningarna runt Hanhijärvi växer i huvudsak blandskog.
I övrigt finns följande i Hanhijärvi:
- Kartanosaari (en ö)
- Lamposaari (en ö)
- Hoikansaari (en ö)
- Tyttösaari (en ö)
- Honikonsaari (en ö)
- Viitasaari (en ö)
- Korpisaari (en ö)
- Laivasaari (en ö)
- Hiidensaari (en ö)
- Nulppo (en ö)
- Ruumissaari (en ö)
- Lehtisaari (en ö)
- Pieni Huuhtisaari (en ö)
- Iso Huuhtisaari (en ö)
- Vilponsaari (en ö)
- Salosaari (en ö)
- Marisaari (en ö)
- Rahasaaret (en ö)
- Heikinsaari (en ö)